# Calcineurina

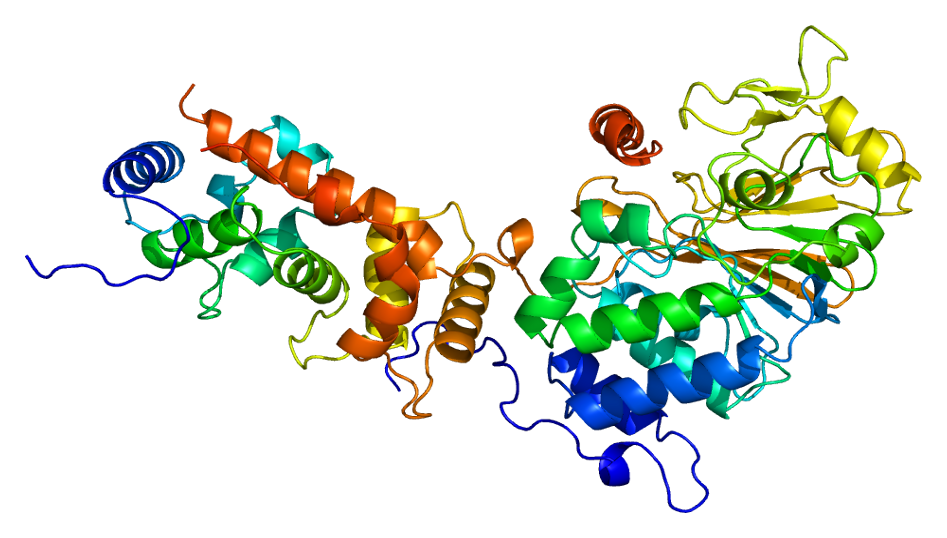
Estrutura cristalográfica do heterodímero de calcineurina, composto pela subunidade catalítica (en) e regulatória (en).

Calcineurina (CaN) é uma fosfatase de serina/treonina [en] dependente de cálcio e calmodulina, também conhecida como fosfatase de proteína 3 ou fosfatase de serina-treonina dependente de cálcio. Ela desempenha um papel crucial na ativação das células T do sistema imunológico e pode ser inibida por medicamentos. A calcineurina ativa o fator nuclear de células T ativadas citoplasmático (NFATc [en]), um fator de transcrição, por meio da desfosforilação. O NFATc ativado é então translocado para o núcleo, onde aumenta a expressão da interleucina 2 (IL-2). A IL-2, por sua vez, estimula o crescimento e a diferenciação da resposta das células T. A calcineurina é alvo de uma classe de medicamentos chamados inibidores de calcineurina, que incluem ciclosporina, voclosporina [en], pimecrolimo e tacrolimo.

## Estrutura
A calcineurina é um heterodímero composto por uma subunidade catalítica de 61 kDa, que se liga à calmodulina (calcineurina A), e uma subunidade regulatória de 19 kDa, que se liga ao Ca2+ (calcineurina B). Existem três isoenzimas da subunidade catalítica, cada uma codificada por um gene distinto (PPP3CA [en], PPP3CB [en] e PPP3CC [en]), e duas isoformas da subunidade regulatória, também codificadas por genes separados (PPP3R1 [en], PPP3R2 [en]).
| proteína fosfatase 3, subunidade catalítica, isozima alfa | proteína fosfatase 3, subunidade catalítica, isozima alfa |
| Indicadores                                               | Indicadores                                               |
| --------------------------------------------------------- | --------------------------------------------------------- |
| Símbolo                                                   | PPP3CA [en]                                               |
| Símbolos alt.                                             | CALN, CALNA                                               |
| HUGO                                                      | 9314                                                      |
| Entrez                                                    | 5530                                                      |
| OMIM                                                      | 114105                                                    |
| RefSeq                                                    | NM_000944                                                 |
| UniProt                                                   | Q08209                                                    |
| Outros dados                                              |                                                           |
| Número EC                                                 | 3.1.3.16                                                  |
| Locus                                                     | Cr. 4 q24{{{locus_dado_suplementar}}}                     |

| proteína fosfatase 3, subunidade catalítica, isozima beta | proteína fosfatase 3, subunidade catalítica, isozima beta |
| Indicadores                                               | Indicadores                                               |
| --------------------------------------------------------- | --------------------------------------------------------- |
| Símbolo                                                   | PPP3CB [en]                                               |
| Símbolos alt.                                             | CALNB                                                     |
| HUGO                                                      | 9315                                                      |
| Entrez                                                    | 5532                                                      |
| OMIM                                                      | 114106                                                    |
| RefSeq                                                    | NM_021132                                                 |
| UniProt                                                   | P16298                                                    |
| Outros dados                                              |                                                           |
| Número EC                                                 | 3.1.3.16                                                  |
| Locus                                                     | Cr. 10 q22.2{{{locus_dado_suplementar}}}                  |

| Proteína fosfatase 3, subunidade catalítica, isozima gama | Proteína fosfatase 3, subunidade catalítica, isozima gama |
| Indicadores                                               | Indicadores                                               |
| --------------------------------------------------------- | --------------------------------------------------------- |
| Símbolo                                                   | PPP3CC [en]                                               |
| HUGO                                                      | 9316                                                      |
| Entrez                                                    | 5533                                                      |
| OMIM                                                      | 114107                                                    |
| RefSeq                                                    | NM_005605                                                 |
| UniProt                                                   | P48454                                                    |
| Outros dados                                              |                                                           |
| Número EC                                                 | 3.1.3.16                                                  |
| Locus                                                     | Cr. 8 p21.3{{{locus_dado_suplementar}}}                   |

| proteína fosfatase 3, subunidade reguladora B, alfa | proteína fosfatase 3, subunidade reguladora B, alfa |
| Indicadores                                         | Indicadores                                         |
| --------------------------------------------------- | --------------------------------------------------- |
| Símbolo                                             | PPP3R1 [en]                                         |
| HUGO                                                | 9317                                                |
| Entrez                                              | 5534                                                |
| OMIM                                                | 601302                                              |
| RefSeq                                              | NM_000945                                           |
| UniProt                                             | P63098                                              |
| Outros dados                                        |                                                     |
| Número EC                                           | 3.1.3.16                                            |
| Locus                                               | Cr. 2 p14{{{locus_dado_suplementar}}}               |

| proteína fosfatase 3, subunidade reguladora B, beta | proteína fosfatase 3, subunidade reguladora B, beta |
| Indicadores                                         | Indicadores                                         |
| --------------------------------------------------- | --------------------------------------------------- |
| Símbolo                                             | PPP3R2 [en]                                         |
| HUGO                                                | 9318                                                |
| Entrez                                              | 5535                                                |
| OMIM                                                | 613821                                              |
| RefSeq                                              | NM_147180                                           |
| UniProt                                             | Q96LZ3                                              |
| Outros dados                                        |                                                     |
| Número EC                                           | 3.1.3.16                                            |
| Locus                                               | Cr. 9 q31{{{locus_dado_suplementar}}}               |

## Mecanismo de ação
Quando uma célula apresentadora de antígeno interage com o receptor de célula T nas células T, ocorre um aumento no nível citoplasmático de cálcio, que ativa a calcineurina ao se ligar à subunidade regulatória e ativar a ligação com a calmodulina. A calcineurina induz fatores de transcrição (NFATs [en]) essenciais para a transcrição dos genes de IL-2. A IL-2 ativa linfócitos T auxiliares e induz a produção de outras citocinas, regulando assim a ação dos linfócitos citotóxicos. A quantidade de IL-2 produzida pelas células T auxiliares influencia significativamente a extensão da resposta imunológica.

## Relevância clínica

### Doenças reumáticas
Inibidores de calcineurina são prescritos para artrite reumatoide em adultos, como monoterapia ou em combinação com metotrexato. A formulação em microemulsão é aprovada pela Food and Drug Administration dos EUA para o tratamento de artrite reumatoide grave. Também é prescrita para: artrite psoriásica, psoríase, doença de Behçet ocular aguda, artrite idiopática juvenil, polimiosite e dermatomiosite em adultos e jovens, lúpus eritematoso sistêmico em adultos e jovens, nefrite membranosa por lúpus em adultos, esclerose sistêmica, anemia aplástica, síndrome nefrótica resistente a esteroides, dermatite atópica, asma grave dependente de corticosteroides, colite ulcerativa grave, pênfigo vulgar [en], miastenia gravis e síndrome do olho seco, com ou sem síndrome de Sjögren (administrada como emulsão oftálmica).

### Esquizofrenia
A calcineurina está associada a receptores de diversas substâncias cerebrais, incluindo glutamato, dopamina e GABA. Um experimento com camundongos geneticamente modificados, incapazes de produzir calcineurina, apresentou sintomas semelhantes aos da esquizofrenia em humanos, como comprometimento da memória de trabalho, déficits de atenção, comportamento social aberrante e outras anormalidades características da doença.

### Diabetes
A calcineurina, junto com o NFAT, pode melhorar a função das células beta pancreáticas em diabéticos. Assim, o tacrolimo contribui para o desenvolvimento frequente de diabetes após transplante renal.
A sinalização de calcineurina/NFAT é necessária para a maturação e função pulmonar perinatal.

### Transplante de órgãos
Inibidores de calcineurina, como tacrolimo e ciclosporina, são usados para suprimir o sistema imunológico em receptores de alotransplante de órgãos, prevenindo a rejeição do tecido transplantado.

## Interações
A calcineurina interage com RCAN1 [en] e AKAP5 [en].